# Tectaria leuzeana
Tectaria leuzeana là một loài thực vật có mạch trong họ Dryopteridaceae. Loài này được (C. Presl) Copel. miêu tả khoa học đầu tiên năm 1907.